# Hélène Darly
Éliane Émilienne Pauline Pilate dite Hélène Darly, née le 4 mai 1900 dans le 11e arrondissement de Paris et morte le 17 mai 1994 à Conches-sur-Gondoire (Seine-et-Marne), est une actrice française de la période du cinéma muet.

## Biographie
Hélène Darly commence sa carrière cinématographique au début des années 1920 et se fait rapidement connaître pour ses rôles de Berthe Janin dans Fille du peuple (1920) de Camille de Morlhon, de Régine de Bettigny dans La Maison du mystère (1923) d'Alexandre Volkoff ou encore de Marie Didier dans Le Chiffonnier de Paris (1924) de Serge Nadejdine. Elle fait l'essentiel de sa carrière dans la période du muet. 
Après le passage au parlant, elle tourne encore quelques films jusqu'en 1933, puis disparaît des écrans. Elle a épousé le 14 octobre 1930 l'acteur Marcel Vibert.

## Filmographie
- 1920 : Face à l'Océan  de René Leprince
- 1920 : Fille du peuple de Camille de Morlhon : Berthe Janin
- 1920 : La Dette de Gaston Roudès
- 1921 : Les Trois lys d'Henri Desfontaines (court métrage)
- 1921 : Le Gardian de Joë Hamman (court métrage)
- 1921 : La Nuit de la Saint Jean de Robert Saidreau
- 1923 : La Maison du mystère  d'Alexandre Volkoff : Régine de Bettigny
- 1923 : Le Petit Jacques de Georges Lannes et Georges Raulet : Marthe Rambert
- 1924 : Le Chiffonnier de Paris de Serge Nadejdine : Marie Didier
- 1925 : 600 000 francs par mois de Robert Péguy et Nicolas Koline
- 1925 : La Closerie des genêts d'André Liabel : Lucile d'Esteves
- 1926 : Le Berceau de Dieu de Fred Leroy-Granville : Rachel
- 1929 : Quand l'ombre descend de Gennaro Dini
- 1930 : Hai-Tang de Richard Eichberg et Jean Kemm : Yvette
- 1930 : Atlantis d'Ewald André Dupont et Jean Kemm
- 1931 : Le Masque d'Hollywood de Clarence G. Badger et John Daumery
- 1932 : Le Crime du chemin rouge de Jacques Séverac : Madame Depréval
- 1933 : Gardez le sourire de Pál Fejös et René Sti
- 1933 : Je vous aimerai toujours de Mario Camerini et Henri Decoin